# 羅大任 (明朝)
羅大任（16世紀—17世紀），字小遜，號遁庵，江西南昌府豐城縣京堆人，明朝、南明政治人物。

## 生平
羅大任是崇禎三年（1630年）舉人，次年（1631年）成進士，工部觀政，獲授庶吉士、檢討，值班經筵，為崇禎帝撰寫講義，多次得嘉許。某天他講解《寶訓》完畢，崇禎帝命他講解《大明律》；他取出《大明律》中的「以」「准」「皆」「各」「其」「及」「即」「若」八字各講解百多字。崇禎帝動容地說：「朕聽《寶訓》後感到舒暢，聞《律令》後感到悲傷。每個字有很多義例，為何不能用刑慎重？」之後歷任詹事府諭德、國子監司業，管理敕書；並主持順天鄉試，得士人心。崇禎十四年（1641年），崇禎帝臨幸國學，他講解《易經》的咸卦；兩年後（1643年）負責冊封益王朱慈𤆃後告歸。
北京失陷，羅大任上吊自殺獲救；弘光年間改任中允、祭酒。隆武帝繼位，陞任他為少僉事、侍讀學士、僉都御史，管理南昌恢復剿匪，入朝擔任禮部右侍郎；到永曆帝即位後兼任詹事，隨行到滇京。羅大任個性平簡易無城府，和藹有節操，南明滅亡後在林泉間優遊，蔡士英、郎廷佐多次出聘也不理睬，到八十二歲時去世。

## 引用
1. 1 2  錢海岳《南明史·卷五十八·列傳第三十四》：羅大任，字小遜，豐城人。崇禎元（四）年進士，改庶吉士。授簡討，直經筵。撰講義，上多嘉許。一日，講《寶訓》畢，復命講《律》。大任於律中「以」「准」「皆」「各」「其」「及」「即」「若」八字，各疏百餘言。上動容曰：「朕聞寶訓不勝爽然，聞律令，不勝惻然。每字中有許多義例，安得不惟刑之恤乎？」歷諭德、國子司業，管誥敕。典順天試，稱得士。十四年上幸學，講《易咸卦》。十六年冊封益王歸。
2. ↑  道光《豐城縣志·卷十三·仕績》：羅大任，字小遜，京堆人。……晚號遁庵，自題壽域曰處士。
3. ↑  道光《豐城縣志·卷七·文科》：崇禎三年庚午鄉試 解元劉逵 ……羅大任 詳進士
4. ↑  《崇祯四年辛未科三百五十名进士履历》：罗大任，昊皇，易二房，癸卯九月二十三日生。豐城人，庚午十八，会六名，三甲二十五名。工部政，改翰林院庶吉士，戊寅补原职。曾祖抱。祖欽殷。父文炳，庠生。
5. ↑  錢海岳《南明史·卷五十八·列傳第三十四》：北京之變，仰藥不死，自經獲救。弘光時，遷中允祭酒。紹宗立，擢少僉事、侍讀學士、僉都御史，管南昌恢剿，入為禮部右侍郎。昭宗即位，兼詹事，從扈滇京。生平坦易無城府，和而有介節。國亡，優遊林泉。蔡士英、郎廷佐屢聘不出。卒年八十二。